# Richard W. Reuter
Pour les articles homonymes, voir Reuter.
Richard Ward Reuter (né le 17 janvier 1918 à Brooklyn dans l'état de New York et décédé le 7 janvier 2005 à Lake Bluff en Illinois) est un homme politique et pacifiste américain. Il a principalement travaillé comme administrateur pour des agences d'aides internationales par le gouvernement fédéral américain.

## Biographie
Membre de Phi Beta Kappa, il gradue du Amherst College puis de l'université Columbia. Objecteur de conscience durant la Seconde Guerre mondiale, il passe le conflit au sein de l'organisation American Friends Service Committee. En 1955, il prend la tête de CARE, poste qu'il garde jusqu'à sa nomination pour le poste de directeur de Food for Peace en 1962 pour remplacer George McGovern qui décide alors d'être candidat pour le Sénat au Dakota du Sud. Lors de son passage chez CARE, il participe à la création des Peace Corps en 1961 avec John Fitzgerald Kennedy et Sargent Shriver. Il prête serment pour ce poste le 1er août 1962. Frank I. Goffio le remplace à la tête de CARE. Le 1er décembre 1965, il quitte son poste par frustration à la suite du rattachement du programme au département d'État,, chose que son prédécesseur, George McGovern, avait lutté contre. Il reste cependant comme assistant-secrétaire d'État chargé de Food for Peace pour une année supplémentaire avant de quitter la fonction publique,,. Cette démission, qui prend effet le 1er janvier 1967, est directement liée à la politique entreprise par les États-Unis par apport aux organismes de luttes à la famine. Il rejoint alors Kraft Foods où il devient vice-président en 1970. Il prend sa retraite quatorze ans plus tard.
Dans les années 1990, il est diagnostiqué de l'Alzheimer. Il meurt le 7 janvier 2005 d'un arrêt cardiorespiratoire à Lake Bluff en Illinois où il demeurait. Ses funérailles ont eu lieu le 22 janvier 2005 dans cette même ville.